# Безвременниковые
Безвременниковые, устар. Зимовниковые (лат. Colchicaceae), — семейство цветковых растений порядка Лилиецветные (Liliales).
В системе классификации APG II семейство входит в порядок Liliales (клада монокоты) и включают приблизительно двести видов многолетних трав.
Система Dahlgren и система Thorne (1992) также признают это семейство, помещая его в порядок Liliales надпорядка Lilianae подкласса Liliidae класса Liliopsida.

## Роды
В семейство входят 22 рода:
- Androcymbium Willd.
- Baeometra Salisb. ex Endl.
- Burchardia R.Br.
- Camptorrhiza Hutch.
- Colchicum L. typus — Безвременник
- Disporum Salisb. — Диспорум
- Gloriosa L. — Глориоза
- Hexacyrtis Dinter
- Iphigenia Kunth
- Kuntheria Conran & Clifford
- Littonia Hook. — Литтония
- Neodregea C.H.Wright
- Onixotis Raf.
- Ornithoglossum Salisb.
- Prosartes D.Don
- ×Sanderosa ined. возможное название межродового гибрида Sandersonia и Gloriosa
- Sandersonia Hook.
- ×Santonia J.R.Eason et al. межродовой гибрид Sandersonia и Littonia
- Schelhammera R.Br.
- Tripladenia D.Don
- Uvularia L. — Увулярия
- Wurmbea Thunb.